# Can’t Take That Away (Mariah’s Theme)
A Can’t Take That Away (Mariah’s Theme) Mariah Carey amerikai popénekesnő egyik dala kilencedik, Rainbow című albumán. A dalt Carey és Diane Warren írták, producerei Carey, Jimmy Jam és Terry Lewis. A dal, ami dupla A-oldalas kislemezként jelent meg a Crybaby című dallal, nagy nyilvánosság előtt zajló harc tárgya volt a dalt mindenképpen megjelentetni kívánó énekesnő és a lemezcég között.

## Felvételek
A Can’t Take That Away egyike volt annak a két dalnak a Rainbow albumon, amit Carey együtt írt a sikeres zeneszerzővel és dalszövegíróval, Diane Warrennel, aki kivételt tett a kedvéért, bár rendszerint egyedül szeret dolgozni. (A másik együtt írt dal az After Tonight volt; egy további dalukat, a There for Me-t Carey végül a 2001 végén kiadott Never Too Far kislemezen jelentette meg.) A dal írása során kisebb összezördüléseik voltak; Carey szerint Warren szeretett sokszor megismételni egyes szövegrészleteket.
A dal lelkesítő hatású, arról szól, hogy ha meg is próbálják letörni, háttérbe szorítani az embert, ha bátor és hisz önmagában, Isten segítségével legyőzheti a rosszakarókat. A szöveg nagyon személyes jellegű, ezért kapta a dal a Mariah’s Theme alcímet.

## Fogadtatása
A dal megjelentetése akadályokba ütközött a Sony Music/Columbia Records részéről. Annak ellenére, hogy a Rainbow albumról két listavezető kislemez is született, a kiadó nem tartotta szükségesnek újabb kislemezek kiadását. Careynek érzelmi okokból fontos volt a Can’t Take That Away megjelenése, ezért weboldalán nyíltan kritizálni kezdte a lemezcéget, mellyel kapcsolatban már egyébként is úgy érezte, hogy hátráltatja a karrierjében. A Sony kompromisszumot kötött az énekesnővel, és dupla A-oldalas kislemezként megjelentette a dalt, de Carey később többször is nyilatkozta, hogy a kislemez nem kapott megfelelő promóciót. A Can’t Take That Away/Crybaby volt az énekesnő utolsó kislemeze, mielőtt megvált a Sony Music lemezkiadótól.
Eredetileg úgy tervezték, hogy a Can’t Take That Awayt a mainstream Top 40 számokat játszó rádiók, a Crybabyt pedig a hiphop/R&B-rádiók fogják adni, és előbbi a Billboard Hot 100, utóbbi a R&B-slágerlistára kerül. A dalokat azonban az elégtelen promóció következtében nem nagyon játszották a rádiók, és mivel a Crybabyt játszották többször, ez a dal került fel a slágerlistára. (1998-ban a Billboard Hot 100-t kislemezslágerlistáról dalslágerlistára változtatták; korábban a dupla A-oldalas kislemezek dala együtt került fel ráa népszerűbb dal adatai alapján, de 1998 után már csak a többet játszott dal került a slágerlistára.) Ez volt Carey első kislemeze, ami nem került be a Top 20-ba a Billboard Hot 100-on, azonban remixei a dance listákon sikert arattak, a dal bekerült a Top 10-be a Hot Dance Music/Club Play slágerlistán.
Az Egyesült Államokon kívül csak kevés országban jelent meg a dal; ezekben a Crybaby nélkül. Kanadában Top 5 sláger lett, Brazíliában a Top 40-be került, Hollandiában csak a 65. helyig jutott. Ázsiában nagy népszerűségnek örvendett a dal, a Fülöp-szigeteken a rádiós játszásoknak köszönhetően listavezető lett, és ennek köszönhetően a MTV Asia Hitlist második helyére került.
A dal Carey rajongóinak egyik nagy kedvence lett; a 2003-as Charmbracelet World Tour idején, amikor az énekesnő honlapján lehetett szavazni, hogy melyik dalokat énekelje el a turné egyes állomásain, gyakran ez a dal kapta a legtöbb szavazatot.

## Videóklip és remixek
A dalhoz két videóklip készült, mindkettőt Sanaa Hamri rendezte. A klip elkészítésében Carey rajongói is közreműködtek: az énekesnő felhívást tett közzé hivatalos honlapján, hogy küldjenek videófelvételeket magukról, amin beszámolnak életük nehéz pillanatairól és arról, hogy segített rajtuk a dal. Öt rajongó felvétele került be a klip elejére.
Az eredeti videóklipben Carey egy lakásban sírt, miközben tévén olyan emberek történeteit nézte, akik nehezen küzdötték le gondjaikat; köztük volt Venus és Serena Williams, valamint Carey unokaöccse, Shawn. Ezután az énekesnő kiment az erkélyre az esőbe, majd az eső elállt és szivárvány tűnt fel.
A klipet gyorsan visszavonták, mert technikai hibák voltak benne: a tévén látható emberek történetét leíró szöveget sötét betűkkel írták sötét háttérre, ezért nehéz volt elolvasni, az erkélyjelenetben pedig Carey ruhája hol vizes, hol száraz volt. Ezután készült el a klip új változata, amelyiknek az elején megtartották a rajongók történeteit, de helyrehozták az olvashatatlan szöveget, és több jelenetet lecseréltek. Ebben a klipben Carey nem megy ki az esőbe, hanem benn marad a nappaliban. Ennek a klipnek a végén is szivárvány látható a város fölött.
A Can’t Take That Away (Mariah’s Theme) legtöbb remixét csak az Egyesült Államokban adták ki. David Morales készítette a Morales Club Mixet, melyben megmaradnak a dal eredeti vokáljai, valamint a Morales Triumphant Mixet, melyhez újrarögzítették a vokálokatm és új szöveges rész került bele, valamint szöveges intró az elejére; a remix dzsesszesebb hangulatúvá tette a dalt.

### Hivatalos remixek, verziók listája
- Can’t Take That Away (Mariah’s Theme) (Morales Club Mix)
- Can’t Take That Away (Mariah’s Theme) (Morales Club Mix Edit)
- Can’t Take That Away (Mariah’s Theme) (Morales Instrumental)
- Can’t Take That Away (Mariah’s Theme) (Morales Revival Triumphant Mix)
- Can’t Take That Away (Mariah’s Theme) (Radio Edit)

## Változatok
CD kislemez (Ausztria)
1. Can’t Take That Away (Mariah’s Theme) (Radio Edit)
2. Can’t Take That Away (Mariah’s Theme) (Morales Club Mix Edit)

CD maxi kislemez (USA)
1. Can’t Take That Away (Mariah’s Theme)
2. Crybaby
3. Love Hangover / Heartbreaker

CD maxi kislemez (Japán)
1. Can’t Take That Away (Mariah’s Theme)
2. Can’t Take That Away (Mariah’s Theme) (Morales Club Mix Edit)
3. Love Hangover / Heartbreaker

CD maxi kislemez (Ausztria)
1. Can’t Take That Away (Mariah’s Theme) (Album version)
2. Can’t Take That Away (Mariah’s Theme) (Morales Club Mix)
3. Can’t Take That Away (Mariah’s Theme) (Morales Instrumental)
4. Can’t Take That Away (Mariah’s Theme) (Morales Club Mix Edit)

7" kislemez (USA)
1. Can’t Take That Away (Mariah’s Theme)
2. Crybaby

12" maxi kislemez (Európa)
1. Can’t Take That Away (Mariah’s Theme) (Morales Club Mix)
2. Can’t Take That Away (Mariah’s Theme) (Morales Instrumental)
3. Can’t Take That Away (Mariah’s Theme) (Morales Revival Triumphant Mix)
4. Can’t Take That Away (Mariah’s Theme) (Morales Club Mix Edit)

CD maxi kislemez (Kanada, USA, Dél-Afrika)
1. Can’t Take That Away (Mariah’s Theme) (Morales Revival Triumphant Mix)
2. Can’t Take That Away (Mariah’s Theme) (Morales Club Mix)
3. Can’t Take That Away (Mariah’s Theme) (Morales Instrumental)
4. Crybaby (Album version)
5. Can’t Take That Away (Mariah’s Theme) (Album version)

12" maxi kislemez (USA)
1. Can’t Take That Away (Mariah’s Theme) (Morales Club Mix)
2. Can’t Take That Away (Mariah’s Theme) (Morales Instrumental)
3. Can’t Take That Away (Mariah’s Theme) (Album version)
4. Can’t Take That Away (Mariah’s Theme) (Morales Revival Triumphant Mix)
5. Crybaby (Album version)

Kazetta (USA)
1. Can’t Take That Away (Mariah’s Theme)
2. Love Hangover / Heartbreaker
3. Crybaby

## Helyezések
| Slágerlista (2000)                      | Legmagasabb helyezés |
| --------------------------------------- | -------------------- |
| USA Billboard Hot 100 1                 | 28                   |
| USA Billboard Hot Dance Music/Club Play | 6                    |
| USA ARC Weekly Top 40                   | 21                   |
| Brazil kislemezlista                    | 27                   |
| Holland Top 100 kislemez                | 65                   |
| Kanadai kislemezlista                   | 4                    |

1 Crybaby/Can’t Take That Away (Mariah’s Theme).